# Province de Guarayos
La province de Guarayos est une des 15 provinces du département de Santa Cruz, en Bolivie. Son chef-lieu est Ascensión de Guarayos, remportée par le MAS aux élections régionales d'avril 2010.
La superficie de la province est de 20 293 km2.
Sa population s'élevait à 31 577 habitants en 2001.